# Michał Skóraś
Michał Skóraś (Jastrzębie-Zdrój, 2000. február 15. –) lengyel válogatott labdarúgó, a belga Club Brugge középpályása.

## Pályafutása

### Klubcsapatokban
Skóraś a lengyelországi Jastrzębie-Zdrój városában született. Az ifjúsági pályafutását a helyi MOSiR Jastrzębie-Zdrój csapatában kezdte, majd 2015-ben a Lech Poznań akadémiájánál folytatta.
2017-ben mutatkozott be a Lech Poznań tartalékcsapatában. A 2018–19-es szezonban a Niecieczánál, míg a 2019–20-as szezon első felében a Raków Częstochowánál szerepelt kölcsönben. 2019 júliusában profi szerződést kötött a Lech Poznań első osztályban szereplő felnőtt csapatával. Először a 2020. március 8-ai, Wisła Kraków ellen 1–1-es döntetlennel zárult mérkőzés 75. percében, Tymoteusz Puchacz cseréjeként lépett pályára. Első ligagólját 2021. március 20-án, a Jagiellonia Białystok ellen 3–2-re elvesztett találkozón szerezte meg. 2023. július 1-jén a belga első osztályban érdekelt Club Brugge-hoz írt alá.

### A válogatottban
Skóraś az U16-ostól az U21-es válogatottig minden korosztályban képviselte Lengyelországot.
2020-ban debütált az U21-es válogatottban. Először a 2020. november 17-ei, Lettország ellen 3–1-re megnyert mérkőzésen lépett pályára. Első válogatott gólját 2021. szeptember 3-án, szintén Lettország ellen 2–0-ás győzelemmel zárult U21-es EB-selejtezőn szerezte meg.
2022-ben mutatkozott be a felnőtt válogatottban. Először a 2022. szeptember 22-ei, Hollandia ellen 2–0-ra elvesztett mérkőzés 79. percében, Nicola Zalewski cseréjeként debütált. 2022 novemberében bekerült a 2022-es labdarúgó-világbajnokság 26 fős keretébe. November 30-án Argentína ellen lépett a tornán egyetlen alkalommal pályára. 2024. június 7-én beválasztották a 2024-es labdarúgó-Európa-bajnokság végső keretébe.

## Statisztikák
2024. augusztus 18. szerint

| Klub                           | Szezon   | Osztály        | Bajnokság | Bajnokság | Kupa és Ligakupa | Kupa és Ligakupa | Nemzetközi | Nemzetközi | Összesen | Összesen |
| Klub                           | Szezon   | Osztály        | Meccs     | Gól       | Meccs            | Gól              | Meccs      | Gól        | Meccs    | Gól      |
| ------------------------------ | -------- | -------------- | --------- | --------- | ---------------- | ---------------- | ---------- | ---------- | -------- | -------- |
| Nieciecza (kölcsönben)         | 2018–19  | I Liga         | 27        | 2         | 1                | 0                | —          | —          | 28       | 2        |
| Raków Częstochowa (kölcsönben) | 2019–20  | Ekstraklasa    | 15        | 1         | 2                | 0                | —          | —          | 17       | 1        |
| Lech Poznań                    | 2019–20  | Ekstraklasa    | 5         | 0         | 0                | 0                | —          | —          | 5        | 0        |
| Lech Poznań                    | 2020–21  | Ekstraklasa    | 26        | 2         | 3                | 0                | 9          | 1          | 38       | 3        |
| Lech Poznań                    | 2021–22  | Ekstraklasa    | 29        | 2         | 6                | 0                | —          | —          | 35       | 2        |
| Lech Poznań                    | 2022–23  | Ekstraklasa    | 32        | 9         | 1                | 0                | 20         | 7          | 53       | 16       |
| Club Brugge                    | 2023–24  | Jupiler League | 28        | 2         | 4                | 0                | 15         | 2          | 47       | 4        |
| Club Brugge                    | 2024–25  | Jupiler League | 4         | 0         | 0                | 0                | 0          | 0          | 4        | 0        |
| Összesen                       | Összesen | Összesen       | 151       | 17        | 15               | 0                | 44         | 10         | 210      | 27       |

### A válogatottban
| Válogatott    | Év       | Pályára lépés | Gól |
| ------------- | -------- | ------------- | --- |
| Lengyelország | 2022     | 2             | 0   |
| Lengyelország | 2023     | 5             | 0   |
| Lengyelország | 2024     | 2             | 0   |
| Összesen      | Összesen | 9             | 0   |

## Sikerei, díjai
Lech Poznań
- Ekstraklasa
  - Bajnok (1): 2021–22
  - Ezüstérmes (1): 2019–20
- Lengyel Kupa
  - Döntős (1): 2021–22
- Lengyel Szuperkupa
  - Döntős (1): 2022

Club Brugge
- Jupiler League
  - Bajnok (1): 2023–24
- Belga Szuperkupa
  - Döntős (1): 2024

Egyéni
- Ekstraklasa – A Hónap Fiatal Játékosa: 2022 április